# Werner de Lachenal

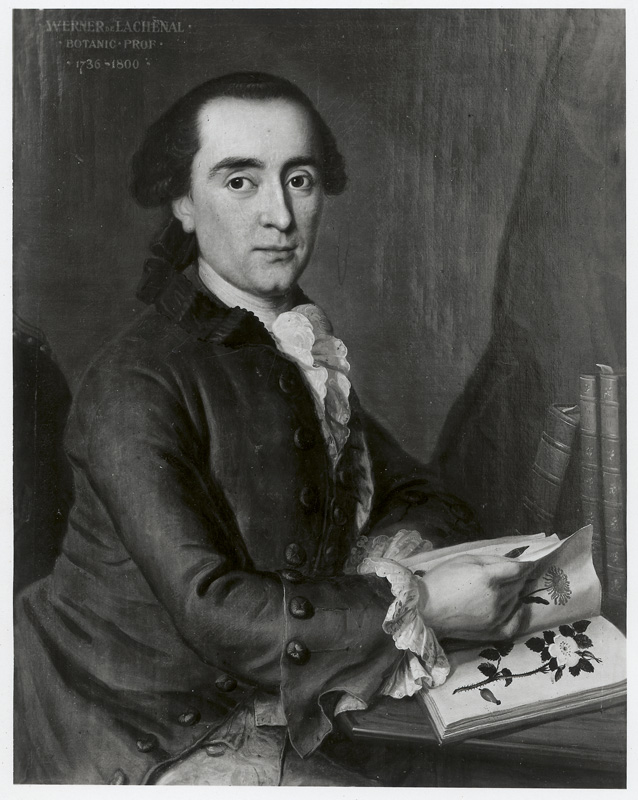
Werner de Lachenal

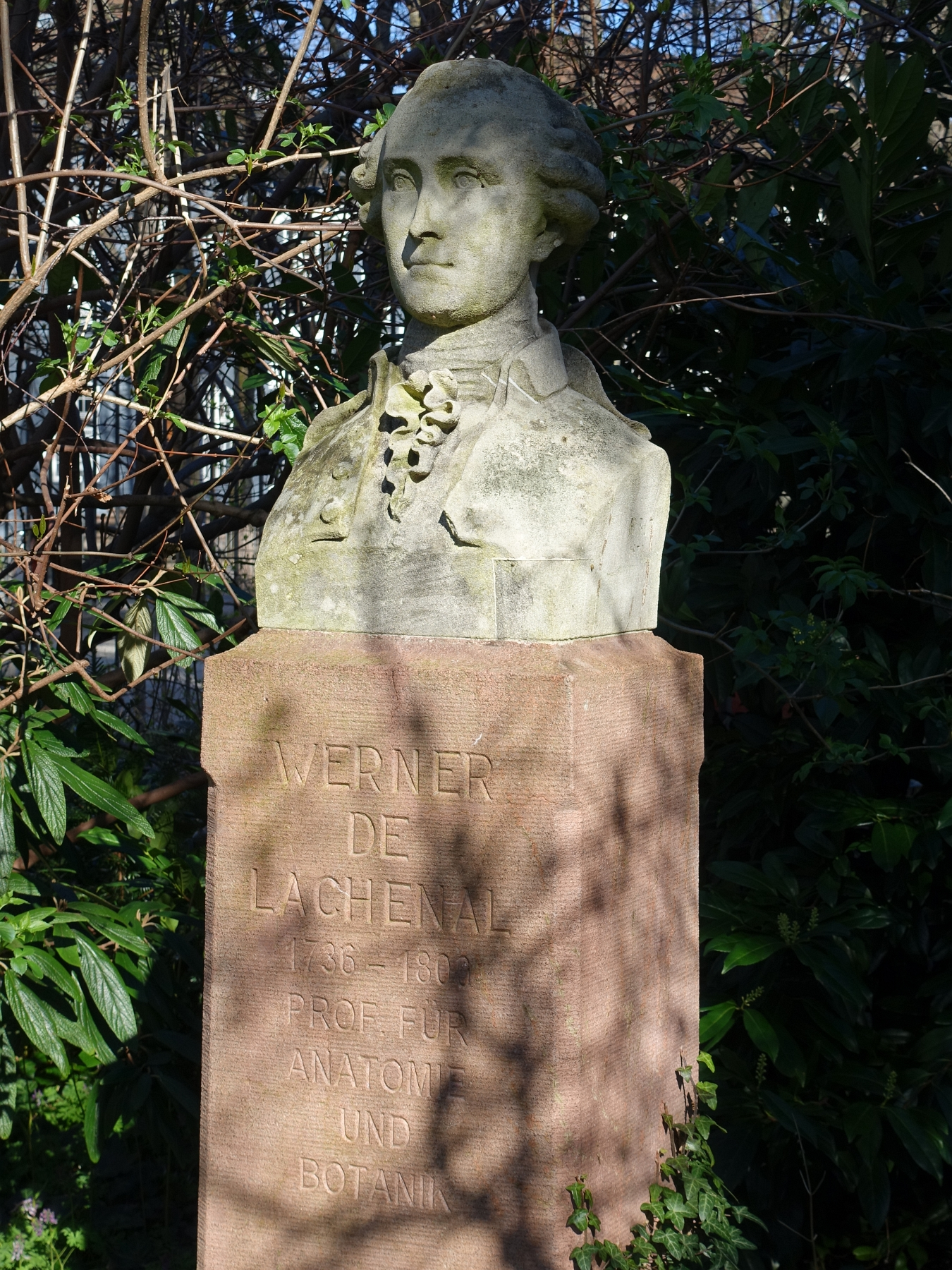
Büste für Werner de Lachenal im Botanischen Garten der Universität Basel (1870)

Wernhard „Werner“ de Lachenal (* 23. Oktober 1736 in Basel; † 4. Oktober 1800 ebenda) war ein Schweizer Anatom und Botaniker.

## Leben
Der Sohn des Apothekers Johann Jakob de Lachenal (1708–1749) und der Maria Margaretha, geb. Gottfried, brach eine Ausbildung zum Apotheker ab. Er erlangte 1755 den Magister der Philosophie an der Universität Basel und studierte Medizin an den Universitäten Basel und Straßburg. Beim württembergischen Hof- und Leibarzt David Charles Emmanuel Berdot (1738–1780) in Mömpelgard absolvierte er eine praktische Ausbildung. 1763 wurde de Lachenal in Basel zum Dr. med. promoviert. Er arbeitete fortan als Arzt in Basel. Von 1776 bis 1798 war er Professor der Anatomie und der Botanik an der Universität Basel, deren Rektor er 1783/84 und 1795/96 war.
Lachenal gestaltete den Botanischen Garten neu und baute die botanische Bibliothek und das Herbar aus. Er publizierte zur Botanik und stand in Briefwechsel mit Gelehrten des In- und Auslands, unter anderem mit Albrecht von Haller. Er war ab 1778 Mitglied der Helvetischen Gesellschaft.
Werner de Lachenal war ab 1763 mit Margaretha Passavant verheiratet.